# Olympische Sommerspiele 1956/Fußball/Spiele
Diese Seite enthält alle Spiele des olympischen Fußballturniers von 1956 in Melbourne mit allen statistischen Details. Im Falle eines Unentschiedens nach Verlängerung wurde ein Wiederholungsspiel durchgeführt.

## Achtelfinale
Es wurden nur drei von acht Spielen durchgeführt. Die nicht ausgetragenen Partien waren:
| USA                 | – | Jugoslawien |
| Bulgarien           | – | Ägypten     |
| Volksrepublik China | – | Türkei      |
| Südvietnam          | – | Indonesien  |
| Indien              | – | Ungarn      |

Die fett gedruckten Mannschaften kamen ins Viertelfinale. Ägypten nahm auf Grund der Sueskrise nicht teil. China sagte ab, da auch die Republik China zu den Spielen zugelassen worden war. Ungarn blieb den Spielen wegen des Einmarsches der Sowjetunion den Olympischen Spielen fern. Die Türkei und Südvietnam sagten aus finanziellen Gründen ab. Das Spiel zwischen den USA und Jugoslawien wurde ins Viertelfinale verlegt.

### Sowjetunion – Deutschland 2:1 (1:0)
| Sowjetunion                                                        | Sowjetunion | Deutschland | Deutschland |
| ------------------------------------------------------------------ | --- | --- | ----------- |
| Sowjetunion                                                        | \| 24. November 1956 um 14:30 Uhr in Melbourne (Olympic Park Stadium) \| \| Zuschauer: 11.999 \| \| Schiedsrichter: Robert Mann ( Vereinigtes Königreich) \|                                                                      | \| 24. November 1956 um 14:30 Uhr in Melbourne (Olympic Park Stadium) \| \| Zuschauer: 11.999 \| \| Schiedsrichter: Robert Mann ( Vereinigtes Königreich) \|                                                   | Deutschland |
| Sowjetunion                                                        | Lew Jaschin – Nikolai Tischtschenko, Michail Ogonkow – Alexei Paramonow, Anatoli Baschaschkin, Igor Netto – Boris Tatuschin, Anatoli Issajew, Eduard Strelzow, Walentin Iwanow, Wladimir Ryschkin Cheftrainer: Gawriil Katschalin | Albert Görtz – Willi Gerdau, Hermann Höfer – Karl Hoffmann, Rudolf Hoffmann, Fritz Semmelmann – Matthias Mauritz, Rolf Geiger, Herbert Schäfer, Johann Zeitler, Ernst-Günter Habig Cheftrainer: Sepp Herberger | Deutschland |
| Sowjetunion                                                        | 1:0 Issajew (23.) 2:0 Strelzow (86.) | 2:1 Habig (89.) | Deutschland |
| Sowjetunion                                                        | Verwarnung: Iwanow | | Deutschland |
| 24. November 1956 um 14:30 Uhr in Melbourne (Olympic Park Stadium) | | |             |
| Zuschauer: 11.999                                                  | | |             |
| Schiedsrichter: Robert Mann ( Vereinigtes Königreich)              | | |             |

### Großbritannien – Thailand 9:0 (4:0)
| Großbritannien                                                     | Großbritannien | Thailand | Thailand |
| ------------------------------------------------------------------ | --- | --- | -------- |
| Großbritannien                                                     | \| 26. November 1956 um 16:30 Uhr in Melbourne (Olympic Park Stadium) \| \| Zuschauer: 3.693 \| \| Schiedsrichter: Nikolai Latyschew ( Sowjetunion) \|                          | \| 26. November 1956 um 16:30 Uhr in Melbourne (Olympic Park Stadium) \| \| Zuschauer: 3.693 \| \| Schiedsrichter: Nikolai Latyschew ( Sowjetunion) \|                                                                   | Thailand |
| Großbritannien                                                     | Harold Sharratt – Donald Stoker, Leslie Farrer – Lawrence Topp, Stanley Prince, Henry Dodkins – Jim Lewis, John Hardisty, Jack Laybourne, George Bromilow, Charles Twissell     | Kasem Baikam – Prateep Chermudhai, Surapong Chutimawong – Prasan Suvannasith, Nophon Hayachanta, Wanchai Suvaree – Sukit Chitranukhroh, Laevivathana Milinthachinda, Bumphen Luttimol, Suchart Mutugun, Samruay Chaiyonk | Thailand |
| Großbritannien                                                     | 1:0 Twissell (12.) 2:0 Twissell (20.) 3:0 Lewis (21.) Elfmeter 4:0 Laybourne (30.) 5:0 Bromilow (75.) 6:0 Bromilow (78.) 7:0 Laybourne (82.) 8:0 Laybourne (85.) 9:0 Topp (90.) | | Thailand |
| 26. November 1956 um 16:30 Uhr in Melbourne (Olympic Park Stadium) | | |          |
| Zuschauer: 3.693                                                   | | |          |
| Schiedsrichter: Nikolai Latyschew ( Sowjetunion)                   | | |          |

### Australien – Japan 2:0 (1:0)
| Australien                                                         | Australien | Japan | Japan |
| ------------------------------------------------------------------ | --- | --- | ----- |
| Australien                                                         | \| 27. November 1956 um 16:30 Uhr in Melbourne (Olympic Park Stadium) \| \| Zuschauer: 3.568 \| \| Schiedsrichter: Reginald Lund ( Neuseeland) \|                                                    | \| 27. November 1956 um 16:30 Uhr in Melbourne (Olympic Park Stadium) \| \| Zuschauer: 3.568 \| \| Schiedsrichter: Reginald Lund ( Neuseeland) \|                                                                  | Japan |
| Australien                                                         | Ronald Lord – Bob Bignall, John Pettigrew – George Arthur, Cliff Sander, Bruce Morrow – Frank Loughran, Jack Lennard, Graham McMillan, Edward Arthur Smith, Alwyn Warren Cheftrainer: Richard Telfer | Yoshio Furukawa – Ryūzō Hiraki, Yasuo Takamori – Hiroaki Satō, Michihiro Ozawa, Waichirō Ōmura – Masanori Tokita, Masao Uchino, Shigeo Yaegashi, Tadao Kobayashi, Isao Iwabuchi Cheftrainer: Takenokoshi Shigemaru | Japan |
| Australien                                                         | 1:0 McMillan (26., Elfmeter) 2:0 Loughran (61.) | | Japan |
| 27. November 1956 um 16:30 Uhr in Melbourne (Olympic Park Stadium) | | |       |
| Zuschauer: 3.568                                                   | | |       |
| Schiedsrichter: Reginald Lund ( Neuseeland)                        | | |       |

## Viertelfinale

### Jugoslawien – Vereinigte Staaten 9:1 (5:1)
| Jugoslawien                                                        | Jugoslawien | Vereinigte Staaten | Vereinigte Staaten |
| ------------------------------------------------------------------ | --- | --- | ------------------ |
| Jugoslawien                                                        | \| 28. November 1956 um 16:30 Uhr in Melbourne (Olympic Park Stadium) \| \| Zuschauer: 5.292 \| \| Schiedsrichter: Maurice Swain ( Neuseeland) \|                                                            | \| 28. November 1956 um 16:30 Uhr in Melbourne (Olympic Park Stadium) \| \| Zuschauer: 5.292 \| \| Schiedsrichter: Maurice Swain ( Neuseeland) \|                                                     | Vereinigte Staaten |
| Jugoslawien                                                        | Petar Radenković – Mladen Koščak, Nikola Radović – Ivan Šantek, Ljubiša Spajić, Dobrosav Krstić – Dragoslav Šekularac, Zlatko Papec, Sava Antić, Todor Veselinović, Muhamed Mujić Cheftrainer: Milovan Ćirić | Svend Engedal – Herman Wecke, William Conterio – Zenon Snylyk, Harry Keough, James Dorrian – Edward Murphy, Ruben Michael Mendoza, Albert Zerhusen, Lloyd Monsen, Bill Looby Cheftrainer: James Mills | Vereinigte Staaten |
| Jugoslawien                                                        | 1:0 Veselinović (10.) 2:0 Antić (12.) 3:0 Mujić (16.) 4:0 Papec (20.) 5:0 Mujić (35.) 6:1 Mujić (56.) 7:1 Antić (73.) 8:1 Veselinović (84.) 9:1 Veselinović (90.)                                            | 5:1 Zerhusen (42.) | Vereinigte Staaten |
| 28. November 1956 um 16:30 Uhr in Melbourne (Olympic Park Stadium) | | |                    |
| Zuschauer: 5.292                                                   | | |                    |
| Schiedsrichter: Maurice Swain ( Neuseeland)                        | | |                    |

### Sowjetunion – Indonesien 0:0 n.V.
| Sowjetunion                                                        | Sowjetunion | Indonesien | Indonesien |
| ------------------------------------------------------------------ | --- | --- | ---------- |
| Sowjetunion                                                        | \| 29. November 1956 um 16:30 Uhr in Melbourne (Olympic Park Stadium) \| \| Zuschauer: 3.228 \| \| Schiedsrichter: Takenokoshi Shigemaru ( Japan) \|                                                                        | \| 29. November 1956 um 16:30 Uhr in Melbourne (Olympic Park Stadium) \| \| Zuschauer: 3.228 \| \| Schiedsrichter: Takenokoshi Shigemaru ( Japan) \|                                                                     | Indonesien |
| Sowjetunion                                                        | Lew Jaschin – Nikolai Tischtschenko, Boris Kusnezow – Josip Betsa, Anatoli Baschaschkin, Igor Netto – Boris Tatuschin, Anatoli Issajew, Eduard Strelzow, Sergei Salnikow, Wladimir Ryschkin Cheftrainer: Gawriil Katschalin | Maulwi Saelan – Mohamed Rashjid, Chairuddin Siregar – Ramlan Yatin, Kwee Kiat Sek, Tan Ling Houw – Oros Witarsa, Phwa Sian Liong, Ashari Danoe, Thio Him Tjiang, Rusli Ramang Cheftrainer: Antun Pogačnik ( Jugoslawien) | Indonesien |
| Sowjetunion                                                        | Verwarnung: Strelzow | | Indonesien |
| 29. November 1956 um 16:30 Uhr in Melbourne (Olympic Park Stadium) | | |            |
| Zuschauer: 3.228                                                   | | |            |
| Schiedsrichter: Takenokoshi Shigemaru ( Japan)                     | | |            |

### Bulgarien – Großbritannien 6:1 (3:1)
| Bulgarien                                                          | Bulgarien | Großbritannien | Großbritannien |
| ------------------------------------------------------------------ | --- | --- | -------------- |
| Bulgarien                                                          | \| 30. November 1956 um 16:30 Uhr in Melbourne (Olympic Park Stadium) \| \| Zuschauer: 6.748 \| \| Schiedsrichter: Ronald Wright ( Australien) \|                                                                | \| 30. November 1956 um 16:30 Uhr in Melbourne (Olympic Park Stadium) \| \| Zuschauer: 6.748 \| \| Schiedsrichter: Ronald Wright ( Australien) \|                         | Großbritannien |
| Bulgarien                                                          | Georgi Najdenow – Kiril Rakarow, Miko Goranow – Stefan Boschkow, Manol Manolow, Nikola Kowatschew – Gawril Stojanow, Georgi Dimitrow, Panajot Panajotow, Iwan Kolew, Krum Janew Cheftrainer: Stojan Ormandschiew | Harold Sharratt – Donald Stoker, Leslie Farrer – Lawrence Topp, Stanley Prince, Henry Dodkins – Jim Lewis, Derek Lewin, Jack Laybourne, George Bromilow, Charles Twissell | Großbritannien |
| Bulgarien                                                          | 1:0 Nikolow (6.) 2:1 Kolew (40.) Elfmeter 3:1 Stojanow (45.) 4:1 Stojanow (75.) 5:1 Stojanow (80.) 6:1 Kolew (85.)                                                                                               | 1:1 Lewis (30.) | Großbritannien |
| 30. November 1956 um 16:30 Uhr in Melbourne (Olympic Park Stadium) | | |                |
| Zuschauer: 6.748                                                   | | |                |
| Schiedsrichter: Ronald Wright ( Australien)                        | | |                |

### Wiederholungsspiel Sowjetunion – Indonesien 4:0 (3:0)
| Sowjetunion                                                       | Sowjetunion | Indonesien | Indonesien |
| ----------------------------------------------------------------- | --- | --- | ---------- |
| Sowjetunion                                                       | \| 1. Dezember 1956 um 10:30 Uhr in Melbourne (Olympic Park Stadium) \| \| Zuschauer: 6.735 \| \| Schiedsrichter: Reginald Lund ( Neuseeland) \|                                                                                  | \| 1. Dezember 1956 um 10:30 Uhr in Melbourne (Olympic Park Stadium) \| \| Zuschauer: 6.735 \| \| Schiedsrichter: Reginald Lund ( Neuseeland) \|                                                                       | Indonesien |
| Sowjetunion                                                       | Boris Rasinski – Nikolai Tischtschenko, Boris Kusnezow – Anatoli Masljonkin, Anatoli Baschaschkin, Igor Netto – Boris Tatuschin, Walentin Iwanow, Eduard Strelzow, Sergei Salnikow, Anatoli Iljin Cheftrainer: Gawriil Katschalin | Maulwi Saelan – Mohamed Rashjid, Chairuddin Siregar – Ramlan Yatin, Kwee Kiat Sek, Tan Ling Houw – Oros Witarsa, Rusli Ramang, Achad Arifin, Thio Him Tjiang, Jasrin Jusron Cheftrainer: Antun Pogačnik ( Jugoslawien) | Indonesien |
| Sowjetunion                                                       | 1:0 Salnikow (17.) 2:0 Iwanow (19.) 3:0 Netto (43.) 4:0 Salnikow (59.) | | Indonesien |
| Sowjetunion                                                       | Verwarnung: Strelzow | | Indonesien |
| 1. Dezember 1956 um 10:30 Uhr in Melbourne (Olympic Park Stadium) | | |            |
| Zuschauer: 6.735                                                  | | |            |
| Schiedsrichter: Reginald Lund ( Neuseeland)                       | | |            |

### Australien – Indien 2:4 (2:2)
| Australien                                                        | Australien | Indien | Indien |
| ----------------------------------------------------------------- | --- | --- | ------ |
| Australien                                                        | \| 1. Dezember 1956 um 14:30 Uhr in Melbourne (Olympic Park Stadium) \| \| Zuschauer: 7.413 \| \| Schiedsrichter: C. H. Wensveen ( Indonesien) \|                                                    | \| 1. Dezember 1956 um 14:30 Uhr in Melbourne (Olympic Park Stadium) \| \| Zuschauer: 7.413 \| \| Schiedsrichter: C. H. Wensveen ( Indonesien) \|                                                                              | Indien |
| Australien                                                        | Ronald Lord – Bob Bignall, John Pettigrew – George Arthur, Cliff Sander, Bruce Morrow – Frank Loughran, Jack Lennard, Graham McMillan, Edward Arthur Smith, Alwyn Warren Cheftrainer: Richard Telfer | Peter Thangaraj – Sayed Aziz-ud-Din, Abdul Rehman – Mariappa Kempaiah, Muhammad Salaam, Muhammad Noor – Pradip Kumar Banerjee, Samar Banerjee, Neville D’Souza, Krishna Kittu, Muhammad Kannayan Cheftrainer: Abdul Rahim Syed | Indien |
| Australien                                                        | 1:1 Morrow (17.) 2:2 Morrow (41.) | 0:1 D’Souza (9.) 1:2 D’Souza (33.) 2:3 D’Souza (50.) 2:4 Kittu (80.) | Indien |
| 1. Dezember 1956 um 14:30 Uhr in Melbourne (Olympic Park Stadium) | | |        |
| Zuschauer: 7.413                                                  | | |        |
| Schiedsrichter: C. H. Wensveen ( Indonesien)                      | | |        |

## Halbfinale

### Jugoslawien – Indien 4:1 (0:0)
| Jugoslawien                                                       | Jugoslawien | Indien | Indien |
| ----------------------------------------------------------------- | --- | --- | ------ |
| Jugoslawien                                                       | \| 4. Dezember 1956 um 16:30 Uhr in Melbourne (Olympic Park Stadium) \| \| Zuschauer: 16.626 \| \| Schiedsrichter: Nikolai Latyschew ( Sowjetunion) \|                                                       | \| 4. Dezember 1956 um 16:30 Uhr in Melbourne (Olympic Park Stadium) \| \| Zuschauer: 16.626 \| \| Schiedsrichter: Nikolai Latyschew ( Sowjetunion) \|                                                                              | Indien |
| Jugoslawien                                                       | Blagoja Vidinić – Mladen Koščak, Ibrahim Biogradlić – Ivan Šantek, Ljubiša Spajić, Dobrosav Krstić – Luka Liposinović, Zlatko Papec, Sava Antić, Todor Veselinović, Muhamed Mujić Cheftrainer: Milovan Ćirić | Subramaniam Narayan – Sheikh Abdul Latif, Abdul Rehman – Mariappa Kempaiah, Muhammad Salaam, Muhammad Noor – Pradip Kumar Banerjee, Nikhil Nandy, Neville D’Souza, Krishna Kittu, Tulasidas Balaraman Cheftrainer: Abdul Rahim Syed | Indien |
| Jugoslawien                                                       | 1:1 Papec (54.) 2:1 Veselinović (57.) 3:1 Papec (65.) 4:1 Salaam (78., Eigentor) | 0:1 D’Souza (52.) | Indien |
| 4. Dezember 1956 um 16:30 Uhr in Melbourne (Olympic Park Stadium) | | |        |
| Zuschauer: 16.626                                                 | | |        |
| Schiedsrichter: Nikolai Latyschew ( Sowjetunion)                  | | |        |

### Sowjetunion – Bulgarien 2:1 n.V. (0:0, 0:0)
| Sowjetunion                                                       | Sowjetunion | Bulgarien | Bulgarien |
| ----------------------------------------------------------------- | --- | --- | --------- |
| Sowjetunion                                                       | \| 5. Dezember 1956 um 16:30 Uhr in Melbourne (Olympic Park Stadium) \| \| Zuschauer: 21.079 \| \| Schiedsrichter: Robert Mann ( Vereinigtes Königreich) \|                                                                       | \| 5. Dezember 1956 um 16:30 Uhr in Melbourne (Olympic Park Stadium) \| \| Zuschauer: 21.079 \| \| Schiedsrichter: Robert Mann ( Vereinigtes Königreich) \|                                                      | Bulgarien |
| Sowjetunion                                                       | Lew Jaschin – Nikolai Tischtschenko, Michail Ogonkow – Alexei Paramonow, Anatoli Baschaschkin, Igor Netto – Boris Tatuschin, Walentin Iwanow, Eduard Strelzow, Sergei Salnikow, Wladimir Ryschkin Cheftrainer: Gawriil Katschalin | Georgi Najdenow – Kiril Rakarow, Miko Goranow – Stefan Boschkow, Manol Manolow, Nikola Kowatschew – Gawril Stojanow, Georgi Dimitrow, Panajot Panajotow, Iwan Kolew, Krum Janew Cheftrainer: Stojan Ormandschiew | Bulgarien |
| Sowjetunion                                                       | 1:1 Strelzow (112.) 2:1 Tatuschin (116.) | 0:1 Kolew (95.) | Bulgarien |
| 5. Dezember 1956 um 16:30 Uhr in Melbourne (Olympic Park Stadium) | | |           |
| Zuschauer: 21.079                                                 | | |           |
| Schiedsrichter: Robert Mann ( Vereinigtes Königreich)             | | |           |

## Spiel um Bronze

### Bulgarien – Indien 3:0 (2:0)
| Bulgarien                                            | Bulgarien | Indien | Indien |
| ---------------------------------------------------- | --- | --- | ------ |
| Bulgarien                                            | \| Spiel um die Bronzemedaille \| \| 7. Dezember 1956 in Melbourne (Olympic Park Stadium) \| \| Zuschauer: 21.236 \| \| Schiedsrichter: Nikolai Latyschew ( Sowjetunion) \|                                         | \| Spiel um die Bronzemedaille \| \| 7. Dezember 1956 in Melbourne (Olympic Park Stadium) \| \| Zuschauer: 21.236 \| \| Schiedsrichter: Nikolai Latyschew ( Sowjetunion) \|                                                | Indien |
| Bulgarien                                            | Jordan Jossifow – Kiril Rakarow, Nikola Kowatschew – Stefan Boschkow, Manol Manolow, Dimitar Milanow – Gawril Stojanow, Georgi Dimitrow, Panajot Panajotow, Iwan Kolew, Todor Diew Cheftrainer: Stojan Ormandschiew | Subramaniam Narayan – Sheikh Abdul Latif, Sayed Aziz-ud-Din – Mariappa Kempaiah, Ahmed Hussain, Muhammad Noor – Muhammad Kannayan, Nikhil Nandy, Neville D’Souza, Krishna Pal, Krishna Kittu Cheftrainer: Abdul Rahim Syed | Indien |
| Bulgarien                                            | 1:0 Dijew (37.) 2:0 Milanow (42.) 3:0 Dijew (60.) | | Indien |
| Spiel um die Bronzemedaille                          | | |        |
| 7. Dezember 1956 in Melbourne (Olympic Park Stadium) | | |        |
| Zuschauer: 21.236                                    | | |        |
| Schiedsrichter: Nikolai Latyschew ( Sowjetunion)     | | |        |

## Finale

### Sowjetunion – Jugoslawien 1:0 (0:0)
| Sowjetunion                                              | Sowjetunion | Jugoslawien | Jugoslawien |
| -------------------------------------------------------- | --- | --- | ----------- |
| Sowjetunion                                              | \| Finale \| \| 8. Dezember 1956 in Melbourne (Melbourne Cricket Ground) \| \| Zuschauer: 86.716 Zuschauern \| \| Schiedsrichter: Ronald Wright ( Australien) \|                                                         | \| Finale \| \| 8. Dezember 1956 in Melbourne (Melbourne Cricket Ground) \| \| Zuschauer: 86.716 Zuschauern \| \| Schiedsrichter: Ronald Wright ( Australien) \|                                             | Jugoslawien |
| Sowjetunion                                              | Lew Jaschin – Boris Kusnezow, Michail Ogonkow – Anatoli Masljonkin, Anatoli Baschaschkin, Igor Netto – Boris Tatuschin, Anatoli Issajew, Nikita Simonjan, Sergei Salnikow, Anatoli Iljin Cheftrainer: Gawriil Katschalin | Petar Radenković – Mladen Koščak, Nikola Radović – Ivan Šantek, Ljubiša Spajić, Dobrosav Krstić – Dragoslav Šekularac, Zlatko Papec, Sava Antić, Todor Veselinović, Muhamed Mujić Cheftrainer: Milovan Ćirić | Jugoslawien |
| Sowjetunion                                              | 1:0 Iljin (48.) | | Jugoslawien |
| Finale                                                   | | |             |
| 8. Dezember 1956 in Melbourne (Melbourne Cricket Ground) | | |             |
| Zuschauer: 86.716 Zuschauern                             | | |             |
| Schiedsrichter: Ronald Wright ( Australien)              | | |             |